# Élections législatives de 1827 dans la Mayenne
Les élections législatives françaises de 1827 se déroulent les 17 et 25 novembre 1827. Dans le département de la Mayenne, cinq députés sont à élire dans le cadre d'un scrutin uninominal majoritaire.

## Mode de scrutin
Le département dispose de cinq représentants pour la Chambre des députés des départements, d'après la loi du double vote du 29 juin 1820, dont deux sont élus par un collège départemental et trois sont choisis par les collèges des arrondissements électoraux définis par la loi du 16 mai 1821.
Étant basé sur un suffrage censitaire, un collège électoral se réunit pour élire le député de l'arrondissement. Selon la Charte constitutionnelle du 4 juin 1814, un cens de 300 francs est nécessaire pour être électeur et un cens de 1 000 francs est obligatoire pour être éligible. Ces dispositions ont été confirmées par la loi Lainé du 5 février 1817.

## Élus

### Élus comme pairs de France
| Député sortant                              |  | Parti            | Pair de France                             |  | Parti            |  |
| Charles Gaspard Élisabeth Joseph de Bailly* |  | Ultra-royalistes | Charles Gaspard Élisabeth Joseph de Bailly |  | Ultra-royalistes |  |
| * député sortant                            |  |                  |                                            |  |                  |  |

### Élus par le collège départemental
| François Leclerc de Beaulieu                    |  | Ultra-royalistes | François Leclerc de Beaulieu remplacé par Michel du Mans de Bourglevesque |  | Ultra-royalistes         |
| Charles Gaspard Élisabeth Joseph de Bailly*     |  | Ultra-royalistes | Claude-René de Berset, remplacé par Arsène Avril de Pignerolles           |  | Ultra-royalistes pointus |
| * député sortant ne se représentant pas en 1827 |  |                  |                                                                           |  |                          |

### Élus par les collèges d'arrondissement
|   | Arrondissement | Député sortant                 |  | Parti            | Député élu ou réélu                                           |  | Parti            |
| - | -------------- | ------------------------------ |  | ---------------- | ------------------------------------------------------------- |  | ---------------- |
| = | Premier        | Léon Leclerc                   |  | Ultra-royalistes | Léon Leclerc                                                  |  | Ultra-royalistes |
| = | Second         | Annibal-Charles-Louis de Farcy |  | Ultra-royalistes | Annibal-Charles-Louis de Farcy puis Constant Paillard-Ducléré |  | Ultra-royalistes |
| = | Troisième      | Louis de Hercé                 |  | Ultra-royalistes | Jean-Guillaume Hyde de Neuville puis Prosper Delauney         |  | Constitutionnels |

## Résultats
| Candidat       | Candidat                       | Parti                    | Premier tour | Premier tour | Second tour | Second tour | Troisième tour | Troisième tour |
| Candidat       | Candidat                       | Parti                    | Voix         | %            | Voix        | %           | Voix           | %              |
| -------------- | ------------------------------ | ------------------------ | ------------ | ------------ | ----------- | ----------- | -------------- | -------------- |
|                | François Leclerc de Beaulieu * | Ultra-royalistes         | 157          |              |             |             |                |                |
|                | Claude-René de Berset          | Ultra-royalistes pointus |              |              |             |             |                |                |
|                |                                |                          |              |              |             |             |                |                |
| Exprimés       |                                |                          |              |              |             |             |                |                |
| Blancs et nuls |                                |                          |              |              |             |             |                |                |
| Total          | Total                          | Total                    | 192          |              |             |             |                |                |
| Abstention     |                                |                          |              |              |             |             |                |                |
| Inscrits       | Inscrits                       | Inscrits                 | 233          |              |             |             |                |                |

### Laval
| Candidats        | Candidats        | Étiquette        | Premier tour | Premier tour | Deuxième tour | Deuxième tour | Ballotage | Ballotage |
| Candidats        | Candidats        | Étiquette        | Voix         | %            | Voix          | %             | Voix      | %         |
| ---------------- | ---------------- | ---------------- | ------------ | ------------ | ------------- | ------------- | --------- | --------- |
|                  | Léon Leclerc *   | Ultra-royalistes | 163          |              |               |               |           |           |
|                  | Prosper Delauney | Constitutionnels | 131          |              |               |               |           |           |
|                  |                  |                  |              |              |               |               |           |           |
| Inscrits         |                  |                  |              |              |               |               |           |           |
| Votants          |                  |                  |              |              |               |               |           |           |
| Exprimés         |                  |                  |              |              |               |               |           |           |
| Blancs et perdus |                  |                  |              |              |               |               |           |           |

*sortant

#### Mayenne
| Candidats        | Candidats                       | Étiquette        | Premier tour | Premier tour | Deuxième tour | Deuxième tour |  |
| Candidats        | Candidats                       | Étiquette        | Voix         | %            | Voix          | %             |  |
| ---------------- | ------------------------------- | ---------------- | ------------ | ------------ | ------------- | ------------- |  |
|                  | Jean-Guillaume Hyde de Neuville | Constitutionnels | 155          |              |               |               |  |
|                  | Louis de Hercé *                | Ultra-royalistes | 146          |              |               |               |  |
|                  |                                 |                  |              |              |               |               |  |
| Inscrits         | Inscrits                        | Inscrits         | 344          |              |               |               |  |
| Votants          | Votants                         | Votants          | 303          |              |               |               |  |
| Exprimés         |                                 |                  |              |              |               |               |  |
| Blancs et perdus |                                 |                  |              |              |               |               |  |

*sortant

### Château-Gontier
| Candidats        | Candidats                        | Étiquette        | Premier tour | Premier tour | Ballotage | Ballotage |  |
| Candidats        | Candidats                        | Étiquette        | Voix         | %            | Voix      | %         |  |
| ---------------- | -------------------------------- | ---------------- | ------------ | ------------ | --------- | --------- |  |
|                  | Annibal-Charles-Louis de Farcy * | Ultra-royalistes | 134          |              |           |           |  |
|                  | Prosper Delauney                 | Constitutionnels | 86           |              |           |           |  |
|                  |                                  |                  |              |              |           |           |  |
| Inscrits         | Inscrits                         | Inscrits         | 258          |              |           |           |  |
| Votants          | Votants                          | Votants          | 221          |              |           |           |  |
| Exprimés         |                                  |                  |              |              |           |           |  |
| Blancs et perdus |                                  |                  |              |              |           |           |  |

*sortant

### Réélection partielle en avril 1828

#### Mayenne
| Candidats        | Candidats        | Étiquette        | Premier tour | Premier tour | Deuxième tour | Deuxième tour | Ballotage | Ballotage |
| Candidats        | Candidats        | Étiquette        | Voix         | %            | Voix          | %             | Voix      | %         |
| ---------------- | ---------------- | ---------------- | ------------ | ------------ | ------------- | ------------- | --------- | --------- |
|                  | Prosper Delauney | Constitutionnels | 168          |              |               |               |           |           |
|                  | Louis de Hercé   | Ultra-royalistes | 90           |              |               |               |           |           |
|                  |                  |                  |              |              |               |               |           |           |
| Inscrits         | Inscrits         | Inscrits         | 346          |              |               |               |           |           |
| Votants          | Votants          | Votants          | 274          |              |               |               |           |           |
| Exprimés         |                  |                  |              |              |               |               |           |           |
| Blancs et perdus |                  |                  |              |              |               |               |           |           |

*sortant

### Réélection partielle en juin 1828

#### Château-Gontier
| Candidats        | Candidats                 | Étiquette        | Premier tour | Premier tour | Ballotage | Ballotage |  |
| Candidats        | Candidats                 | Étiquette        | Voix         | %            | Voix      | %         |  |
| ---------------- | ------------------------- | ---------------- | ------------ | ------------ | --------- | --------- |  |
|                  | Constant Paillard-Ducléré | Constitutionnels | 125          |              |           |           |  |
|                  | Marquis de Préaulx        | Ultra-royalistes | 101          |              |           |           |  |
|                  |                           |                  |              |              |           |           |  |
| Inscrits         | Inscrits                  | Inscrits         | 275          |              |           |           |  |
| Votants          | Votants                   | Votants          | 246          |              |           |           |  |
| Exprimés         |                           |                  |              |              |           |           |  |
| Blancs et perdus |                           |                  |              |              |           |           |  |

*sortant

### Réélection partielle en janvier 1829
| Candidat       | Candidat                        | Parti            | Premier tour | Premier tour | Second tour | Second tour | Troisième tour | Troisième tour |
| Candidat       | Candidat                        | Parti            | Voix         | %            | Voix        | %           | Voix           | %              |
| -------------- | ------------------------------- | ---------------- | ------------ | ------------ | ----------- | ----------- | -------------- | -------------- |
|                | Michel du Mans de Bourglevesque | Ultra-royalistes | 91           |              |             |             |                |                |
|                | Louis de Hercé                  | Ultra-royalistes | 84           |              |             |             |                |                |
|                |                                 |                  |              |              |             |             |                |                |
| Exprimés       |                                 |                  |              |              |             |             |                |                |
| Blancs et nuls |                                 |                  |              |              |             |             |                |                |
| Total          | Total                           | Total            | 175          |              |             |             |                |                |
| Abstention     |                                 |                  |              |              |             |             |                |                |
| Inscrits       | Inscrits                        | Inscrits         | 233          |              |             |             |                |                |

### Réélection partielle en septembre et octobre 1829
Le 28 septembre 1829, le collège s'est assemblé sous la présidence de Charles Gaspard Élisabeth Joseph de Bailly, marquis de Mailly, pair de France, afin de nommer un successeur à Claude-René de Berset, démissionnaire pour cause de maladie. Le bureau a été conservé à l’unanimité. Il était composé de Jean-François de Hercé,  maire de Laval, secrétaire ; de MM. Michel Seguin, maire de Château-Gontier ; Louis de Hercé, maire de Mayenne ; Delaforetrie, maire d’Ernée; Arsène Avril de Pignerolles, maire de Meslay, scrutateur. Les Constitutionnels n'ont pas de candidats, mais soutiennent Dréan de Luigné. Louis Florent de Bonchamps, Sous-préfet de Château-Gontier est le candidat du préfet. Berset d’Hauterives est le candidat de la noblesse et de l’extrême droite. Le deuxième tour est organisé le 30 septembre 1829 Le 1 octobre 1829, un troisième tour est nécessaire.
| Candidat       | Candidat                    | Parti            | Premier tour | Premier tour | Second tour | Second tour | Troisième tour | Troisième tour |
| Candidat       | Candidat                    | Parti            | Voix         | %            | Voix        | %           | Voix           | %              |
| -------------- | --------------------------- | ---------------- | ------------ | ------------ | ----------- | ----------- | -------------- | -------------- |
|                | Charles Déan de Luigné      | Ultra-royalistes | 59           | 33,52        | 63          | 35,80       | 58             | 37,18          |
|                | Berset d'Hauterives         | Ultra-royalistes | 47           | 26,70        | 42          | 23,86       |                |                |
|                | Arsène Avril de Pignerolles | Ultra-royalistes | 34           | 19,32        | 69          | 39,20       | 98             | 62,82          |
|                | Louis Florent de Bonchamps  | Ultra-royalistes | 17           | 9,66         |             |             |                |                |
|                | Dubourg                     | Ultra-royalistes | 13           | 7,39         | 1           | 0,57        |                |                |
|                | Marquis de Préaulx          | Ultra-royalistes | 4            | 2,27         | 1           | 0,57        |                |                |
|                | M. de Hercé                 | Ultra-royalistes | 1            | 0,57         |             |             |                |                |
|                | M. de Montfrand             | Ultra-royalistes | 1            | 0,57         |             |             |                |                |
|                |                             |                  |              |              |             |             |                |                |
| Exprimés       |                             |                  |              |              |             |             |                |                |
| Blancs et nuls |                             |                  |              |              |             |             |                |                |
| Total          | Total                       | Total            | 176          |              | 176         |             | 156            |                |
| Abstention     |                             |                  |              |              |             |             |                |                |
| Inscrits       |                             |                  |              |              |             |             |                |                |

## Sources
(août 2023).
- Adolphe Robert et Gaston Cougny, Dictionnaire des parlementaires français, Edgar Bourloton, 1889-1891